# مسجد السلطان محمد الفاتح (إشقودرة)
مسجد السلطان محمد الفاتح (بالألبانية: Xhamia e Sulltan Mehmet Fatihut) أو مسجد الفاتح (بالألبانية: Xhamia e Fatihut)، هو مسجد بني في القرن الخامس عشر في قلعة روزافا [الإنجليزية] بالقرب من إشقودرة، ألبانيا.

## تاريخ
بني المسجد سنة 1479 وسمي باسم السلطان محمد الفاتح أو السلطان الغازي.
بقايا المسجد الذي بني سنة 1479 تحتوي على دكة، محراب، وما بقي من منارة كبيرة. المسجد كان قد بني على بقايا كنيسة (كنيسة القديس ستيفن). يعد مسجد السلطان محمد الفاتح البناء الأخير من العصور الوسطى الذي يزال قائما في إشقودرة، والمسجد الوحيد الذي سلم من فترة حكم الديكتاتور أنور خوجة حين تم تدمير جميع المساجد في إشقودرة (كان عددها 36 مسجدا).